# Thunder Foot Ball Club
El Thunder Foot Ball Club fue un club de fútbol boliviano de la ciudad de La Paz. Fue fundado en el año 1904 por un grupo de jóvenes paceños que querían hacer un contrapeso a los clubes fundados por los trabajadores ingleses del ferrocarril. 

## Historia

### Antecedentes
El fútbol había llegado a La Paz en 1877 de la mano de jóvenes paceños que habían regresado a Bolivia después de estudiar en varios países de Europa, pero no fue hasta 1899 que se fundó el primer club de foot ball, el La Paz United Foot Ball Club por los residentes ingleses de la ciudad.
Sin embargo fue el Bolivian Rangers Club of La Paz(1902) el equipo más sólido de la ciudad, a tal grado que en poco más de un año logró la desaparición de su acérrimo rival, el La Paz United FBC.

### Fundación
Es en este contexto que en 1904, un grupo de jóvenes paceños, entre los que estaba el pionero Miguel Larraburre (que en 1877 había intentado introducir el fútbol en la ciudad sin mucho éxito), fundaron un club completamente formado por jugadores locales.
Aquellos fundadores fueron Luis Laviña, Humberto Cuenca, Domingo Nava, el Teniente Manzanares, Carlos Cusicanqui, Víctor de la Peña, Óscar Núñez del Prado, Agapito Medina, Luis Farfán Forero, José Luis Tejada Sorzano, Santiago Aramayo, Néstor Muñoz Ondarza, Carlos Bustillos, Roberto Bustillos, Miguel Larrabure, Adolfo González Quint y Carlos Arteaga. Varios de ellos habían estudiado y residido por algunos años en Bélgica, Inglaterra y muchos también en Chile, países donde se aficionaron del foot ball.
Escogieron para su uniforme los colores gualda y negro, dispuestos en franjas horizontales en la camiseta, con pantaloncillos y medias negras. El origen de los colores es el plumaje de la Chayñita, una especie de jilguero muy abundante en los parques aledaños de la ciudad, donde el Thunder disputó sus matches.
El nombre que escogieron significa en castellano Trueno, y según el periodista deportivo Ángel Salas:

Supimos que los jugadores habían adoptado la denominación de “Thunders” que, en buen romance, equivale a trueno, estrépito, estruendo. Y a fe que eran bullangueros incorregibles, especialmente cuando Luis Farfán cogía la pelota y burlando a cuantos se le ponían por delante se iba derecho a la meta
Bonsoir La Paz, 1906

### Interdepartamental Oruro-La Paz 1905-1906
Sólo un año después de su fundación, el Thunder fue elegido por la Prefectura del departamento para representar a La Paz en el primer enfrentamiento Interdepartamental de fútbol de la historia de Bolivia. Por Oruro fue elegido el Oruro Foot Ball Club, el club de fútbol más antiguo de Bolivia.
El partido de ida se jugó en la ciudad de Oruro en 1905, ganando el local por 1-0. 
A causa de que en aquella época los caminos y vías férreas no conectaban las ciudades con facilidad, el partido de vuelta se jugó un año después, en julio de 1906. Para asistir, el equipo orureño tuvo que viajar durante dos días en diligencia. El partido se jugó en la Plaza San Pedro, donde concurrió una gran cantidad de público que presenció la victoria del Thunder, que en esta ocasión vistió completamente de blanco, por 1-0 igualmente.

### Desaparición
La vida de los clubes de fútbol bolivianos en los primeros años era bastante efímera, y al cumplir los jugadores una edad, dejaban la práctica en cuanto adquirían alguna responsabilidad laboral o familiar. Es así que a mediados de 1907, el Thunder deja de existir, aunque varios de sus miembros siguieron vinculados al fútbol especialmente en calidad de dirigentes.

## Vinculación con The Strongest
Se considera al   Thunder, junto con el Club 20 de Octubre los  directos predecesores del Club The Strongest,  fundado un año después, en 1908.  
En concreto, varios de los fundadores del Strong Foot Ball Club eran hinchas del Thunder, siendo los más conocidos el primer presidente de The Strongest, don José León López Villamil, y también Alberto Tavel, quien sugirió tomar los colores gualda y negro en homenaje al Thunder, pero dispuestos en franjas verticales.